# Maculobates dubius
Maculobates dubius är en kvalsterart som beskrevs av Hammer 1971. Maculobates dubius ingår i släktet Maculobates och familjen Liebstadiidae. Inga underarter finns listade i Catalogue of Life.